# Pauling-Inseln
Die Pauling-Inseln (in Chile Islotes Condell) sind eine Inselgruppe vor der Loubet-Küste des Grahamlands auf der Antarktischen Halbinsel. Sie liegen 5 km südöstlich der Barcroft-Inseln im Crystal Sound.
Von 1958 bis 1959 durchgeführte Vermessungen des Falkland Islands Dependencies Survey dienten ihrer Kartierung. Das UK Antarctic Place-Names Committee benannte die Gruppe am 23. September 1960 nach dem US-amerikanischen Chemiker und Nobelpreisträger Linus Pauling (1901–1994), der 1935 eine Theorie zur Kristallstruktur von Eis entwickelt hatte. Namensgeber der chilenischen Benennung ist der Marineoffizier Carlos Condell (1843–1887), ein chilenischer Nationalheld des Salpeterkrieges bei der Seeschlacht von Punta Gruesa am 21. Mai 1879.